# Čeminy
Čeminy (en allemand : Tschemin) est une commune du district de Plzeň-Nord, dans la région de Plzeň, en République tchèque. Sa population s'élevait à 293 habitants en 2022.

## Géographie
Čeminy se trouve à 3 km au nord du centre de Město Touškov, à 12 km au nord-ouest du centre de Plzeň et à 92 km au sud-ouest de Prague.
La commune est limitée par Všeruby et Nevřeň au nord, par Město Touškov à l'est, par Plzeň au sud-est, par Město Touškov au sud et par Líšťany à l'ouest.

## Histoire
La première mention écrite de la localité date de 1239.

## Galerie

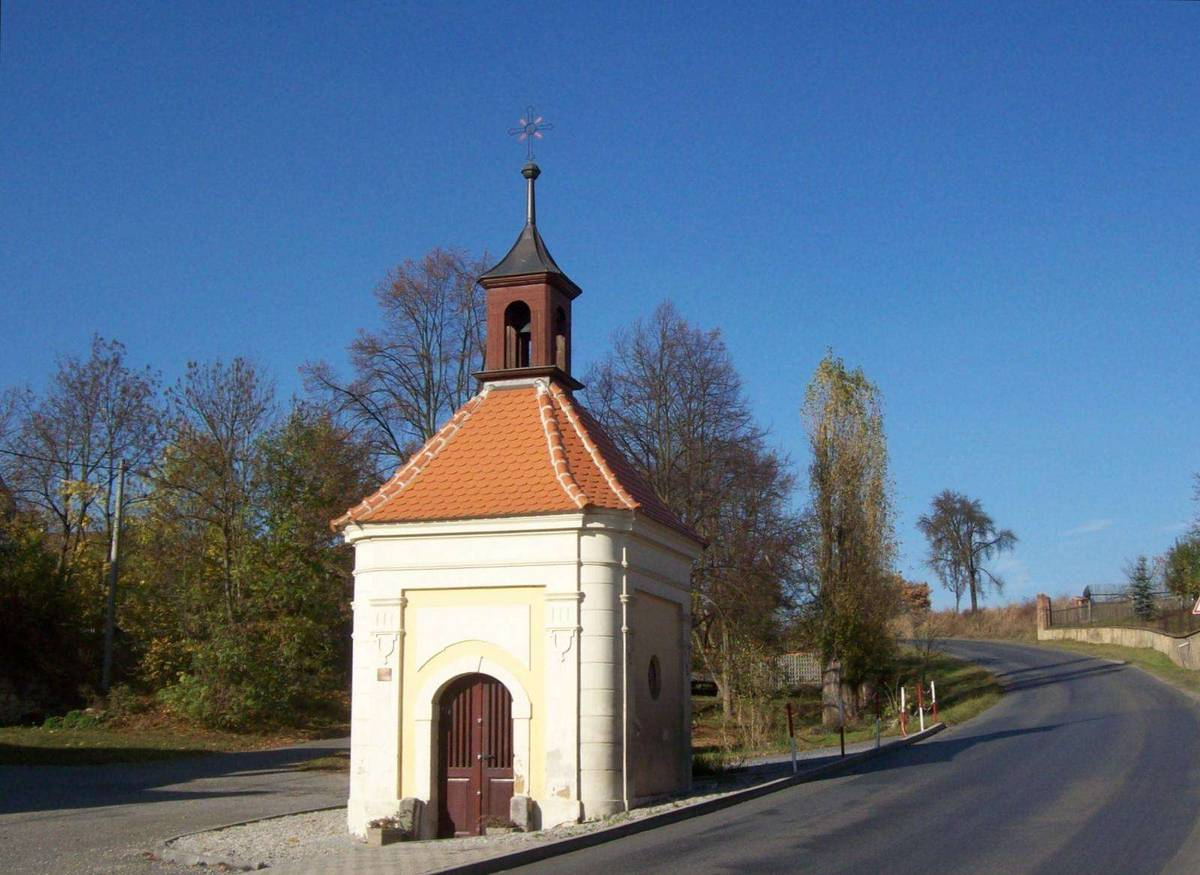
Chapelle à Čeminy.
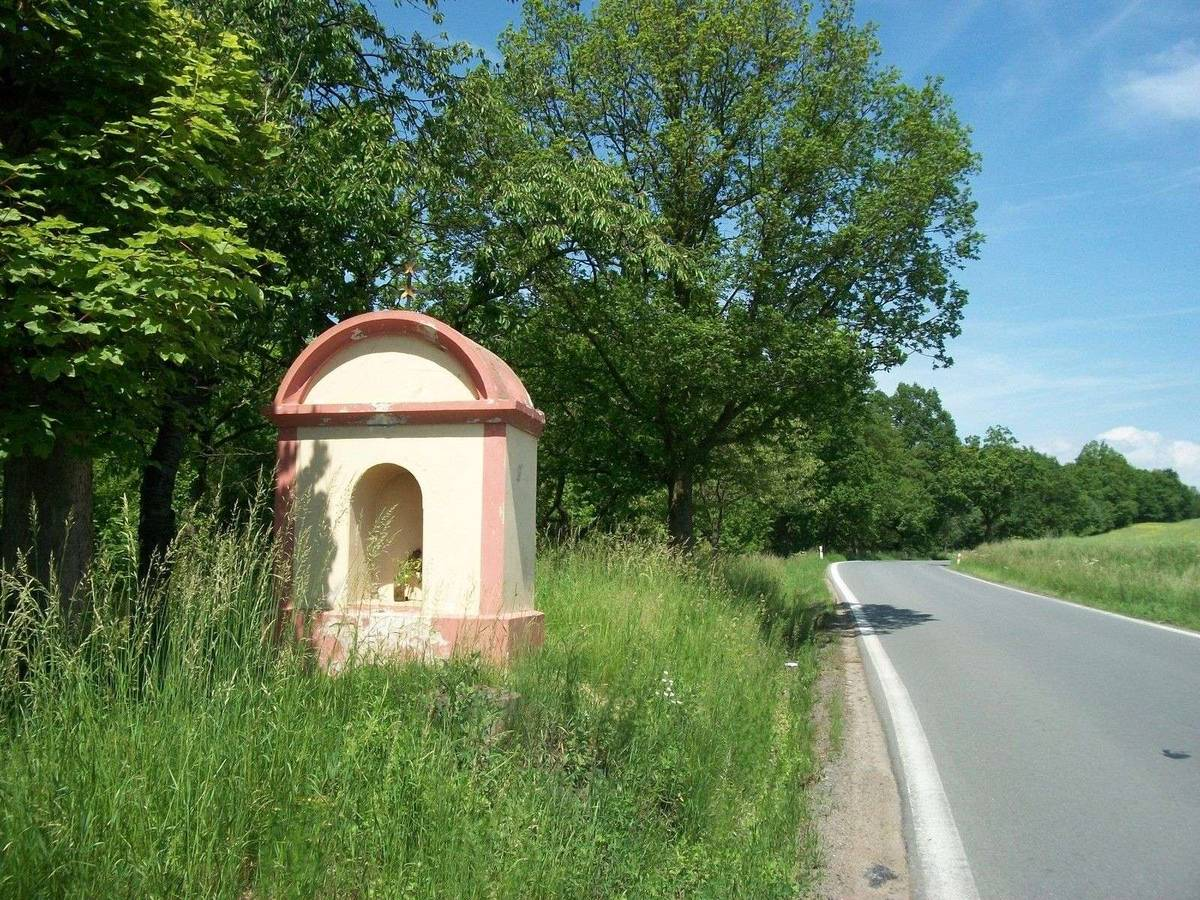
Chapelle au nord de Čeminy.